# Torre Woermann
La Torre Woermann es un rascacielos de 76 metros de altura y uso mixto ubicado en la ciudad de Las Palmas de Gran Canaria (Islas Canarias, España). A pesar de no ser el edificio más alto de la ciudad, es uno de los más emblemáticos debido a su singular arquitectura. El edificio se ubica en el istmo de La Isleta, no muy lejos del Hotel AC.
Terminada en 2005, la torre fue diseñada por Ábalos & Herreros, en colaboración con Joaquín Casariego y Elsa Guerra, y construido por Ferrovial Inmobiliaria, dicha empresa también construyó por esa misma época una de las dos Torres de Santa Cruz, en la ciudad de Santa Cruz de Tenerife. La Torre Woermann forma parte de un complejo que incluye una plaza pública, construida con piedra portuguesa por el artista Albert Oehlen, y un edificio de siete pisos junto a la torre, que contiene locales comerciales y oficinas. 
En la planta baja se encuentra el área de la entrada principal y las unidades de venta al por menor, mientras que la primera planta contiene una biblioteca. Los pisos superiores contienen apartamentos, generalmente cuatro o cinco por planta. Los forjados están separadas por 3,6 m (12 pies), con vistas al océano Atlántico a través de los 2000 m² (21 528 pies cuadrados) de fachada de cristal. La fachada está protegida del sol por las aletas solares ejecutadas horizontalmente alrededor del edificio, con motivos vegetales grabados en el vidrio. Inserciones de color amarillo fueron colocadas en las ventanas en lugares estratégicos de la fachada.